# ده عسکر
ده عسکر، روستایی از توابع بخش آسفیچ شهرستان بهاباد در استان یزد ایران است.. در این روستا قلعه بجای مانده که به حدود 700 سال قبل نسبت داده شده است. این اواخر مرمت هایی در اجرا میباشد... خانواده های بخشی و گنجی بیشترین اقوام این روستا را تشکیل می‌دهند....حمام این روستا که بسیار قدیمی میباشد نیز نیاز به مرمت دارد

## جمعیت
این روستا در بخش اسفیج قرار دارد و براساس سرشماری مرکز آمار ایران در سال ۱۳۸۵، جمعیت آن ۱۸ نفر (۷خانوار) بوده‌است.